# Crypto art
 (mars 2021).
La mise en forme du texte ne suit pas les recommandations de Wikipédia : il faut le « wikifier ».
Les points d'amélioration suivants sont les cas les plus fréquents. Le détail des points à revoir est peut-être précisé sur la page de discussion.
- Les titres sont pré-formatés par le logiciel. Ils ne sont ni en capitales, ni en gras.
- Le texte ne doit pas être écrit en capitales (les noms de famille non plus), ni en gras, ni en italique, ni en « petit »…
- Le gras n'est utilisé que pour surligner le titre de l'article dans l'introduction, une seule fois.
- L'italique est rarement utilisé : mots en langue étrangère, titres d'œuvres, noms de bateaux, etc.
- Les citations ne sont pas en italique mais en corps de texte normal. Elles sont entourées par des guillemets français : « et ».
- Les listes à puces sont à éviter, des paragraphes rédigés étant largement préférés. Les tableaux sont à réserver à la présentation de données structurées (résultats, etc.).
- Les appels de note de bas de page (petits chiffres en exposant, introduits par l'outil «  Source ») sont à placer entre la fin de phrase et le point final[comme ça].
- Les liens internes (vers d'autres articles de Wikipédia) sont à choisir avec parcimonie. Créez des liens vers des articles approfondissant le sujet. Les termes génériques sans rapport avec le sujet sont à éviter, ainsi que les répétitions de liens vers un même terme.
- Les liens externes sont à placer uniquement dans une section « Liens externes », à la fin de l'article. Ces liens sont à choisir avec parcimonie suivant les règles définies. Si un lien sert de source à l'article, son insertion dans le texte est à faire par les notes de bas de page.
- La présentation des références doit suivre les conventions bibliographiques. Il est recommandé d'utiliser les modèles {{Ouvrage}}, {{Chapitre}}, {{Article}}, {{Lien web}} et/ou {{Bibliographie}}. Le mode d'édition visuel peut mettre en forme automatiquement les références.
- Insérer une infobox (cadre d'informations à droite) n'est pas obligatoire pour parachever la mise en page.

Pour une aide détaillée, merci de consulter Aide:Wikification.
Si vous pensez que ces points ont été résolus, vous pouvez retirer ce bandeau et améliorer la mise en forme d'un autre article.

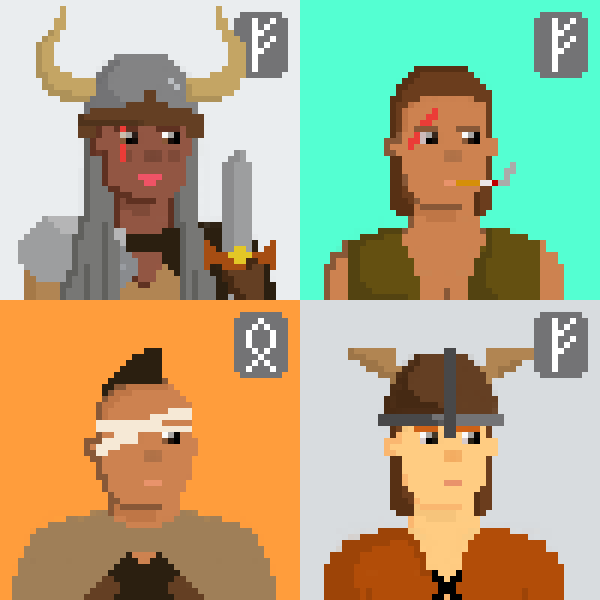
NFT de vikings

Crypto art est une notion d'œuvre d'art numérique — une donnée numérique — liée à une technologie blockchain sous la forme d'un jeton non fongible, abrégé en NFT. Cette technologie permet de rendre authentique et infalsifiable une œuvre d'art numérique ou encore de garantir le droit de propriété d'une œuvre physique.  

## Fonctionnement
Le NFT, qui est stocké dans une blockchain, contient un code d'identification qui garantit sa provenance.
Une  œuvre d'art numérique authentifiée par NFT est unique, ce qui garantit sa rareté et en fait toute la valeur,. Le NFT permet en effet de posséder et de collectionner des œuvres d'art numériques.

## Historique
Les NFT auraient permis de faire passer le marché de l'art numérique de 41 millions de dollars en 2018 à 338 millions en 2020.
En 2017, le collectif Larva Labs lance CryptoPunks, série de 10 000 visages dessinés par ordinateur, chacun d'entre eux pouvant être revendu sous forme de NFT. L'un d'entre eux a été racheté pour 7,5 millions de dollars,.
Le premier tweet du fondateur de Twitter, datant de mars 2006, est vendu pour un montant de 2,5 millions de dollars en mars 2021. Le même mois, une œuvre originale de l'artiste Banksy est brûlée pour en faire un original numérique. Enfin le 12 mars 2021, une œuvre digitale de l'artiste américain Mike Winkelmann est vendue 69,3 millions de dollars par Christie's, ce qui fait de cet artiste encore inconnu du grand public le troisième artiste vivant le plus cher après Jeff Koons et David Hockney.
Le principe du NFT cependant ne se cantonne pas aux seuls produits culturels numériques artistiques et concerne les autres formes de produits numériques: Il se développe aussi aux jeux vidéo souvent reliés à la cryptomonnaie mais aussi à la musique. Pour l'auteur de NFT Revolution., John Karp, cette nouvelle technologie fera émerger un nouvel âge d'or pour la création artistique. Celle ci offre la possibilité aux artistes de sortir de la dépendance aux plateformes de musique en ligne. En novembre, le rappeur Booba est un des premiers artiste à mettre son clip "TN" à vendre sous forme de 25 000 NFT. Une opération qui lui aurait rapporté près de 600 000 euros en quelques heures[réf. nécessaire].

## Artistes emblématiques
Beeple, autrement appelé Mike Winkelmann, est l’un des précurseurs du crypto art. Connu pour son œuvre Everydays: the first 5000 Days, qui a été vendue pour la somme astronomique de 69,3 millions de dollars chez Christie's en 2021, il est devenu l'une des figures emblématiques du mouvement. Son style se caractérise par des œuvres visuelles numériques extrêmement détaillées, qui sont souvent marquées par une forte critique sociale et politique. Ses œuvres naviguent entre le futurisme et la satire, un mélange qui lui a permis de se distinguer dans l'univers du crypto art et des NFT. 
Larva Labs est un studio créatif qui est à l’origine de la création des CryptoPunks, une collection de 10 000 personnages pixelisés uniques lancée en 2017. Ces œuvres ont été l'un des premiers projets à utiliser les NFT comme moyen d'authentification, et elles ont joué un rôle majeur dans la popularisation du crypto art. Les Cryptopunk sont devenues des œuvres de collection très recherchée avec des ventes atteignant des sommes sidérales estimées à des millions de dollars. Leur visuel, inspiré des années 80 et 90, ainsi que leur approche innovante, ont marqué l’histoire du crypto art. 
Pak, un artiste numérique dont on ne connaît pas l’identité (anonyme), est un créateur qui est rapidement monté en notoriété dans le monde du crypto art. Il est particulièrement célèbre pour ses œuvres abstraites et minimalistes, qui sont souvent vendues sur des plateformes prestigieuses telles que Sotheby's. Son style est principalement centré sur des concepts de changement, de perception et de transformation, ce qui crée une expérience unique pour les collectionneurs Pak a su faire évoluer l'art numérique en employant les NFT non seulement comme un support, mais aussi comme un outil pour explorer de nouvelles formes de création.